# Canton de Sarreguemines
Le canton de Sarreguemines est une circonscription électorale française située dans le département de la Moselle et la région Grand Est.

## Géographie
Le chef-lieu de ce canton est Sarreguemines. Son altitude varie de 192 m à 293 m pour une altitude moyenne de 220 m.

## Histoire
Canton créé en 1790.
Il est réduit par décret du 24 décembre 1984 créant le canton de Sarreguemines-Campagne.
Par décret du 18 février 2014, le nombre de cantons du département est divisé par deux, avec mise en application aux élections départementales de mars 2015. Le canton de Sarreguemines est conservé et s'agrandit. Il passe de 1 à 20 communes.

## Langue
D'après un recensement de 1962, le canton de l'époque comptait 80 à 90 % de locuteurs du  francique lorrain. 
Après cette date, les recensements de l'INSEE ont arrêté de poser la question de la langue maternelle au citoyen enquêté.

## Représentation

### Conseillers généraux de 1833 à 2015
| Période | Période      | Identité                                | Étiquette              | Qualité |
| ------- | ------------ | --------------------------------------- | ---------------------- | --- |
| 1833    | 1836         | Jean-Michel Couturier                   |                        | Receveur particulier des contributions et finances Maire de Sarreguemines Elu également dans le Canton de Forbach (démissionne) |
| 1836    | 1845         | Napoléon Roget de Belloguet (1804-1880) |                        | Juge au Tribunal civil de Sarreguemines, conseiller d'arrondissement                                                            |
| 1845    | 1856 (décès) | Étienne Thilloy                         |                        | Ancien magistrat Propriétaire, conseiller municipal de Sarreguemines, conseiller d'arrondissement                               |
| 1856    | 1869 (décès) | Martin Nicolas Oster (1801-1869)        | Gouvernemental         | Ancien notaire, avocat, magistrat à Sarreguemines                                                                               |
| 1869    | 1871         | Charles-Joseph Utzschneider (1813-1876) |                        | Agriculteur, propriétaire, manufacturier, entrepreneur de travaux publics à Sarreguemines                                       |
| 1871    | 1919         | Annexion allemande                      |                        | |
| 1919    | 1925         | André Schaaff                           | PRS                    | Épicier en gros à Sarreguemines                                                                                                 |
| 1925    | 1940         | Henri Nominé                            | URD                    | Ingénieur et professeur d'agriculture Député (1928-1936) Maire de Sarreguemines                                                 |
|         |              |                                         |                        | |
| 1945    | 1949         | André Schaaff                           |                        | Épicier en gros à Sarreguemines                                                                                                 |
| 1949    | 1953         | Auguste Klein                           | RGR                    | Contrôleur |
| 1953    | 1967         | Joseph Massing                          | DVD                    | Avocat Maire de Sarreguemines (1953-1967)                                                                                       |
| 1967    | 1973         | Étienne Hinsberger                      | UDR                    | Chef comptable, conseiller municipal de Sarreguemines Député (1962-1973)                                                        |
| 1973    | 1985         | Robert Pax                              | Centriste puis UDF-CDS | Maire de Sarreguemines (1967-1995)                                                                                              |
| 1985    | 1992         | Georges Faivre                          | RPR                    | Suppléant du député Jean Seitlinger, Sarreguemines                                                                              |
| 1992    | 2003 (décès) | Robert Pax                              | Centriste              | Maire de Sarreguemines jusqu'en 1995                                                                                            |
| 2003    | 2011         | Jean-Marie Buchheit                     | UDF puis UMP           | Maire-adjoint de Sarreguemines                                                                                                  |
| 2011    | 2015         | Jean-Claude Cunat                       | DVD-UDI                | Chef d'établissement scolaire, adjoint au Maire de Sarreguemines                                                                |

### Conseillers d'arrondissement (de 1833 à 1940)
Le canton de Sarreguemines avait deux, puis trois conseillers d'arrondissement.
| Période                                  | Période      | Identité                           | Étiquette | Qualité |
| ---------------------------------------- | ------------ | ---------------------------------- | --------- | --- |
| 1833                                     | 1836         | Napoléon Roget de Belloguet        |           | Juge au Tribunal civil de Sarreguemines                                                                     |
| 1833                                     | 1845         | Étienne Thilloy                    |           | Avoué licencié, Sarreguemines                                                                               |
| 1842                                     |              | Jean Georges Boulanger (1796-1858) |           | Notaire à Sarreguemines                                                                                     |
| 1845                                     |              | M. Duviviers                       |           | Maire de Sarreguemines                                                                                      |
|                                          |              |                                    |           | |
| 1919                                     | 1927 (décès) | Christophe Pierson (1843-1927)     | URL       | Instituteur, Président du conseil d'arrondissement, conseiller municipal de Sarreguemines                   |
| 1919                                     | 1922         | M. Schoeser                        |           | |
| 1919                                     | 1928         | Paul Finck                         |           | Entrepreneur puis rentier à Sarreguemines, ancien Président du conseil d'arrondissement                     |
| 1922                                     |              | Jean Rausch                        |           | Minotier, maire de Frauenberg                                                                               |
| 1927                                     | 1940         | Jean Fisch (1876-1957)             |           | Clerc de notaire, Welferding, Sarreguemines                                                                 |
| 1928                                     |              | Paul Wegmann                       |           | Ouvrier aux ateliers des chemins de fer                                                                     |
|                                          | 1940         | M. Lambert                         |           | |
| 1940                                     |              |                                    |           | Les conseils d'arrondissement ont été suspendus par la loi du 12 octobre 1940 et n'ont jamais été réactivés |
| Les données manquantes sont à compléter. |              |                                    |           | |

### Conseillers départementaux à partir de 2015
| Période élective | Période élective | Mandat | Mandat   | Identité          | Nuance | Nuance | Qualité                                                                    |
| ---------------- | ---------------- | ------ | -------- | ----------------- | ------ | ------ | -------------------------------------------------------------------------- |
| 2015             | 2021             | 2015   | 2021     | Jean-Claude Cunat |        | DVD    | Retraité, Vice-président du département, adjoint au maire de Sarreguemines |
| 2015             | 2021             | 2015   | 2021     | Évelyne Firtion   |        | DVD    | Coiffeuse et Conseillère municipale d'Hambach                              |
| 2021             | 2028             | 2021   | en cours | Jean-Claude Cunat |        | DVD    | Conseiller sortant                                                         |
| 2021             | 2028             | 2021   | en cours | Evelyne Firtion   |        | DVD    | Conseillère sortante, suppléante du député LR Vincent Seitlinger           |

### Résultats détaillés

#### Élections de mars 2015
À l'issue du 1er tour des élections départementales de 2015, deux binômes sont en ballottage : Jean-Claude Cunat et Évelyne Firtion (DVD, 39,52 %) et Florence Giannetti et Pascal Jenft (FN, 39,34 %). Le taux de participation est de 42,39 % (14 187 votants sur 33 467 inscrits) contre 44,87 % au niveau départemental et 50,17 % au niveau national.
Au second tour, Jean-Claude Cunat et Évelyne Firtion (DVD) sont élus avec 59,33 % des suffrages exprimés et un taux de participation de 43,78 % (8 217 voix pour 14 649 votants et 33 463 inscrits).

#### Élections de juin 2021
Le premier tour des élections départementales de 2021 est marqué par un très faible taux de participation (33,26 % au niveau national). Dans le canton de Sarreguemines, ce taux de participation est de 23,41 % (7 583 votants sur 32 391 inscrits) contre 26,75 % au niveau départemental. À l'issue de ce premier tour, deux binômes sont en ballottage : Jean-Claude Cunat et Evelyne Firtion (DVD, 50,36 %) et Philip Derleder et Morgane Weber (RN, 31,78 %).
Le second tour des élections est marqué une nouvelle fois par une abstention massive équivalente au premier tour. Les taux de participation sont de 34,36 % au niveau national, 27,16 % dans le département et 23,85 % dans le canton de Sarreguemines. Jean-Claude Cunat et Evelyne Firtion (DVD) sont élus avec 67,58 % des suffrages exprimés (4 928 voix pour 7 728 votants et 32 396 inscrits),,. 

## Composition

### Composition avant 1984
Le canton était composé de 22 communes :
- Sarreguemines,
- Bliesbruck,
- Blies-Ébersing,
- Blies-Guersviller,
- Frauenberg,
- Grosbliederstroff,
- Grundviller,
- Guebenhouse,
- Hambach,
- Hundling,
- Ippling,
- Lixing-lès-Rouhling,
- Loupershouse,
- Neufgrange,
- Rémelfing,
- Rouhling,
- Sarreinsming,
- Wiesviller,
- Wittring,
- Wœlfling-lès-Sarreguemines,
- Woustviller,
- Zetting.

### Composition de 1984 à 2015

Situation du canton de Sarreguemines dans l'arrondissement de Sarreguemines avant 2015.

Après le redécoupage cantonal de 1984, le canton de Sarreguemines ne compte qu'une commune, celle de Sarreguemines.
| Nom                       | Code Insee | Codepostal | Superficie (km2) | Population (dernière pop. légale) | Densité (hab./km2) |
| ------------------------- | ---------- | ---------- | ---------------- | --------------------------------- | ------------------ |
| Sarreguemines (chef-lieu) | 57631      | 57200      | 29,67            | 21 605 (2012)                     | 728                |

### Composition depuis 2015
Le canton de Sarreguemines comprend désormais vingt communes entières.
| Nom                                   | Code Insee | Intercommunalité             | Superficie (km2) | Population (dernière pop. légale) | Densité (hab./km2) | Modifier                                    |
| ------------------------------------- | ---------- | ---------------------------- | ---------------- | --------------------------------- | ------------------ | ------------------------------------------- |
| Sarreguemines (bureau centralisateur) | 57631      | CA Sarreguemines Confluences | 29,67            | 20 324 (2022)                     | 685                | modifier les données · modifier les données |
| Blies-Ébersing                        | 57092      | CA Sarreguemines Confluences | 5,24             | 600 (2022)                        | 115                | modifier les données · modifier les données |
| Blies-Guersviller                     | 57093      | CA Sarreguemines Confluences | 3,60             | 651 (2022)                        | 181                | modifier les données · modifier les données |
| Bliesbruck                            | 57091      | CA Sarreguemines Confluences | 10,88            | 976 (2022)                        | 90                 | modifier les données · modifier les données |
| Frauenberg                            | 57234      | CA Sarreguemines Confluences | 2,75             | 602 (2022)                        | 219                | modifier les données · modifier les données |
| Grosbliederstroff                     | 57260      | CA Sarreguemines Confluences | 13,07            | 3 322 (2022)                      | 254                | modifier les données · modifier les données |
| Hambach                               | 57289      | CA Sarreguemines Confluences | 17,60            | 2 787 (2022)                      | 158                | modifier les données · modifier les données |
| Hundling                              | 57340      | CA Sarreguemines Confluences | 6,63             | 1 344 (2022)                      | 203                | modifier les données · modifier les données |
| Ippling                               | 57348      | CA Sarreguemines Confluences | 3,29             | 790 (2022)                        | 240                | modifier les données · modifier les données |
| Kalhausen                             | 57355      | CA Sarreguemines Confluences | 13,52            | 779 (2022)                        | 58                 | modifier les données · modifier les données |
| Lixing-lès-Rouhling                   | 57408      | CA Sarreguemines Confluences | 4,22             | 810 (2022)                        | 192                | modifier les données · modifier les données |
| Neufgrange                            | 57499      | CA Sarreguemines Confluences | 7,17             | 1 349 (2022)                      | 188                | modifier les données · modifier les données |
| Rémelfing                             | 57568      | CA Sarreguemines Confluences | 2,62             | 1 308 (2022)                      | 499                | modifier les données · modifier les données |
| Rouhling                              | 57598      | CA Sarreguemines Confluences | 6,02             | 1 965 (2022)                      | 326                | modifier les données · modifier les données |
| Sarreinsming                          | 57633      | CA Sarreguemines Confluences | 6,98             | 1 206 (2022)                      | 173                | modifier les données · modifier les données |
| Wiesviller                            | 57745      | CA Sarreguemines Confluences | 8,83             | 908 (2022)                        | 103                | modifier les données · modifier les données |
| Willerwald                            | 57746      | CA Sarreguemines Confluences | 6,31             | 1 519 (2022)                      | 241                | modifier les données · modifier les données |
| Wittring                              | 57748      | CA Sarreguemines Confluences | 8,09             | 741 (2022)                        | 92                 | modifier les données · modifier les données |
| Wœlfling-lès-Sarreguemines            | 57750      | CA Sarreguemines Confluences | 6,24             | 697 (2022)                        | 112                | modifier les données · modifier les données |
| Zetting                               | 57760      | CA Sarreguemines Confluences | 6,94             | 856 (2022)                        | 123                | modifier les données · modifier les données |
| Canton de Sarreguemines               | 5722       |                              | 169,67           | 43 534 (2022)                     | 257                | modifier les données                        |

## Démographie

### Démographie avant 2015
| 1962   | 1968   | 1975   | 1982   | 1990   | 1999   | 2006   | 2011   | 2012   |
| ------ | ------ | ------ | ------ | ------ | ------ | ------ | ------ | ------ |
| 23 664 | 25 079 | 25 684 | 24 719 | 23 117 | 23 202 | 21 733 | 21 604 | 21 605 |

### Démographie depuis 2015
En 2022, le canton comptait 43 534 habitants, en évolution de −3,25 % par rapport à 2016 (Moselle : +0,52 %, France hors Mayotte : +2,11 %).
| 2013   | 2018   | 2022   |
| ------ | ------ | ------ |
| 45 328 | 44 684 | 43 534 |